# 西村琢磨
西村琢磨（日语：／ Nishimura Takuma，1889年9月12日—1951年6月11日）是日本陆军军人。最终阶级是陆军中将。陆大（32期）毕业，专攻炮兵科。